# فاطمة بنت أبي حبيش
فاطمة بنت أبي حبيش، صحابية من المهاجرات.

## نسبها
هي فاطمة بنت أبي حُبَيْش بن المطّلب بن أسد بن عبد العُزَّى بن قُصَيّ،

## حياتها
تزوجت فاطمة من عبد الله بن جحش، فولدت له محمّد بن عبد الله بن جحش، هي التي سألت رسول الله  عن الاستحاضة؛ قالت عائشة: جاءت فاطمة بنت أبي حُبَيش إلى النبي  فقالت: «يا رسول الله، إني امرأة أُستَحاضُ فلا أطهر، أفأدع الصلاة؟»، قال: «لاَ، إِنَّمَا ذَلِكَ عِرْقٌ، وَلَيْسَ بِالْحَيْضَةِ، فَإِذَا أَقْبَلَتِ الْحَيْضَةُ فَدَعِي الصَّلَاةَ، وَإِذَا أَدْبَرَتْ فَاغْسِلِي عَنْكِ الدَّمَ، وَصَلِّي».
ذكر أبو نصر بن ماكولا أن لها صحبة ورواية عن النبي ، وذكر ابن حجر العسقلاني أنها صحابية، وقال الذهبي: هي من المهاجرات.

## روايتها للأحاديث
- روت عن: أسماء بنت أبي بكر.[1]
- روى عنها: جابر بن عبد الله الأنصاري، وعائشة بنت أبي بكر، وعامر الشعبي، وأبو سلمة بن عبد الرحمن الزهري، وعبد الله بن أبي مليكة، وعروة بن الزبير، وميمون بن مهران.[1]